# Henrique Beaufort, 3.º Duque de Somerset
Henrique Beaufort, 3.º duque de Somerset, (Londres, 26 de janeiro de 1436 – 15 de maio de 1464) foi um importante chefe militar da Casa de Lencastre durante a Guerra das Rosas.

## Biografia

### Família
Henrique era filho de Edmundo Beaufort e de Leonor Beauchamp. Era primo de Margarida Beaufort, Ricardo Neville, conde de Warwick, e tio de Henrique Stafford, 2.º duque de Buckingham.

### Vida
Henrique combateu na primeira batalha de Saint-Albans (1455) onde foi gravemente ferido e o seu pai morreu. Foi o vencedor da batalha de Wakefield (1460) e da segunda batalha de Saint-Albans (1461) mas não pôde evitar a derrota de Towton, refugiando-se na Escócia após escapar do campo de batalha.
Depois foi para a França negociar apoio, mas lá foi preso durante algum tempo, atravessando depois a Flandres para regressar à Inglaterra. Colocou guarnições em diversos castelos do condado de Northumberland. Após ser derrotado num cerco, aceitou fazer as pazes com o rei Eduardo IV, que o perdoou a 10 de março de 1462. Henrique Beaufort recuperou as suas terras e títulos.
Permaneceu na corte do rei, aconselhando-o. No entanto, no final de 1463, regressou para o lado dos Lencastre. Derrotado e preso na batalha de Hexham, é decapitado. O seu corpo foi enterrado na abadia de Hexham.
Henrique não teve filhos legítimos, mas deixou um filho ilegítimo: Carlos Somerset, Conde de Worcester, ancestral dos condes de Worcester e dos duques de Beaufort.